# Nosiła żółtą wstążkę
Nosiła żółtą wstążkę (ang. She Wore a Yellow Ribbon) – amerykański western z 1949 roku w reżyserii Johna Forda na podstawie opowiadania Jamesa Warnera Bellaha. Stanowił drugą część „trylogii kawaleryjskiej”. Film został zrealizowany w Monument Valley.

## Fabuła
60-letni kapitan kawalerii Nathan zostaje przez przełożonych zmuszony do odejścia na emeryturę. Jest tym przygnębiony i rozgoryczony, bowiem nie wyobraża sobie życia poza wojskiem. W czasie dokonywanego przeglądu wojska, zjawia się posłaniec z wiadomością o napaści Szejenów na dyliżans.

## Obsada
- John Wayne – kapitan Nathan Cutting Brittles
- Joanne Dru – Olivia Dandridge
- John Agar – porucznik Flint Cohill
- Ben Johnson – sierżant Tyree
- Harry Carey Jr. – porucznik Ross Pennell
- Victor McLaglen – sierżant Quincannon
- Mildred Natwick – Abby Allshard
- Arthur Shields – dr O’Laughlin